# Насыров, Мурат Исмаилович
Мура́т Исмаи́лович Насы́ров (каз. Мұрат Исмаилұлы Насыров, уйг.  مۇرات ناسىروۋ‎; 13 декабря 1969, Алма-Ата — 19 января 2007, Москва) — советский, казахстанский и российский эстрадный певец, автор песен уйгурского происхождения. Исполнил песенные хиты «Мальчик хочет в Тамбов», «Я — это ты», «Обманула», «Ловила на губы», «Кто-то простит», «Эти лунные ночи» (в дуэте с Алёной Апиной).

## Биография
Родился 13 декабря 1969 года в Алма-Ате в уйгурской семье. Мать, Хатира Ниязовна Насырова (1937—2020), работала на фабрике пластмассовых изделий; отец, Исмаил-Суфи Насыров (1926—2003), работал таксистом и был поэтом, наизусть знал Коран, пел народные песни и играл на разных уйгурских народных музыкальных инструментах. Мурат был младшим ребёнком в семье, сестер зовут — Фарида и Марита, а братьев — Наджат и Ришат.
Окончил алматинскую школу № 111, любил математику и физику. На гитаре начал играть с 8 лет. После школы проходил службу в армии в Ашхабаде; там, в музыкальном коллективе дивизии начал серьёзно заниматься музыкой.

### Музыкальная карьера
После армии Насыров окончил московское Гнесинское музыкальное училище по классу вокала.
Принимал участие в конкурсе «Ялта-91» — продолжателя конкурса «Юрмала» — выступил с песнями «Careless Whisper» из репертуара Джорджа Майкла и «Волшебник-недоучка» из репертуара Аллы Пугачёвой, чем заслужил высшую оценку жюри (Игорь Крутой, Владимир Матецкий, Лайма Вайкуле, Яак Йоала, Вячеслав Добрынин, Игорь Корнелюк) и получил гран-при этого конкурса. В качестве победителя конкурса исполнил собственные песни «Ты одна» и «Два дня до Рождества», после чего Игорь Крутой предложил ему сотрудничество, но Насыров отказался, посчитав, что, подписав контракт, не сможет петь свои песни.
В начале 1990-х годов исполнил вступительные песни к русскоязычным версиям диснеевских мультсериалов «Чёрный Плащ» и «Утиные истории». В 1994 году принимал участие в концертной программе группы «А’Студио» «Солдат любви».
С Арманом Давлетяровым, его будущим продюсером, Насырова познакомил гитарист «А’Студио» Баглан Садвакасов. В 1995 году Насыров показал свои записи студии «Союз». Голос певца понравился продюсерам, и они выпустили сингл «Это лишь сон». Но сингл, куда вошли три песни, плохо продавался.
Первый альбом был готов, но, по воспоминаниям Давлетярова, лейбл считал, что ему не хватало яркого хита. Поэт Сергей Харин, написав текст песни «Мальчик хочет в Тамбов» (русскую версию «Tic Tic Tac» бразильской группы Carrapicho, хита 1996 года), обратился на студию «Союз», чтобы найти певца, который её исполнит. Насыров спел её лучше всех, и, к его удивлению, эта песня сделала его знаменитым. Несмотря на этот факт, певца впоследствии раздражало, что песня, не близкая его музыкальной стилистике, стала его визитной карточкой и неотъемлемой составляющей концертных программ.
В 1997 году вышел первый альбом «Кто-то простит». На презентации в клубе «Метелица» присутствовала Алла Пугачёва, которая, услышав ранее по радио песню «Кто-то простит», проявила интерес к неизвестному исполнителю и впоследствии первой оказала ему поддержку. Насырова приглашали на концерты и показывали по телевидению. Он выступил на гала-концерте «Сюрприз для Аллы Пугачёвой» в апреле 1997 года, где спел «Волшебника-недоучку». По свидетельству Давлетьярова, Насыров с самого начала своей карьеры принципиально выступал вживую, что приводило к скандалам с продюсером:
Вот, например, идёт презентация альбома какого-нибудь исполнителя, он на сцене поёт через пень-колоду, под фонограмму, Мурат выходит его поздравлять — и своим диапазоном начинает голосить так, что убирает самого виновника торжества.
В 1996—1997 годах в концертном отделе студии «Союз» работал Александр Иратов, продюсер и муж Алёны Апиной, который предложил Насырову сотрудничество. Насыров и Алёна Апина вместе гастролировали, они пели свои песни. Когда песню «Мальчик хочет в Тамбов» запела вся страна, муж и продюсер Алёны Апиной Александр Иратов загорелся идеей объединить двух звёзд и устроить совместный тур по стране с концертной программой. Был подписан контракт сроком на один год, по которому музыканты везде должны были появляться вместе, будь это концерты, интервью, светские вечеринки. Тогда и появился этакий ответ-продолжение популярной песни. Программа называлась «Электричка в Тамбов» по названию песен «Электричка» и «Мальчик хочет в Тамбов». Потом появилась песня «Лунные ночи» на музыку песни-победителя «Евровидения-1975» «Ding-a-dong» голландской группы Teach-In, которую Насыров спел дуэтом с Алёной Апиной. Осенью 1997 года появилась совместная программа «Лунные ночи», которую певцы исполнили в ГЦКЗ «Россия» 1 и 2 апреля 1998 года. В репертуаре Насырова появились новые песни о любви, самая известная — «Я — это ты, ты — это я». А потом он выпустил альбом «Моя история».
В 1997 году получил премию «Золотой граммофон» за песню «Мальчик хочет в Тамбов», в 1998 году — за «Я — это ты, ты — это я».
В 2000 году Насыров принял гостевое участие в записи композиции под названием «Царица» для рэп-исполнителя Шеffа, вошедшую в альбом «Имя Шеff».
В 2002 году он выпустил альбом «Разбуди меня». Первая песня «Мой маленький мальчик» из этого альбома посвящена его сыну Акиму Насырову.
В 2003 году Насыров вновь записал совместно с Шеffом композицию «Ночная Москва» для сольного альбома Влада Валова «Мастер Слога Ломаного».
В 2004 году закончил работу над уйгурским альбомом «Қалдим Ялғуз» («Остался один»). Для записи аккомпанемента Насыров использовал как национальные уйгурские инструменты, так и современные. Инструментальные партии для альбома Насыров исполнил самостоятельно, а звучание смонтировал у себя на студии. В этом же году музыкант принимает предложение Аллы Пугачёвой о сотрудничестве с «Фабрикой звёзд-5». В финале программы Насыров исполнил хит «Кто-то простит» вместе с участницей Юлианной Карауловой.
28 февраля 2005 года в Алма-Ате во «Дворце Республики» состоялся концерт Мурата Насырова «Дай мне знать».
28 июня 2005 подписал «Письмо в поддержку приговора бывшим руководителям „ЮКОСа“».
«Скалолазка и Последний из Седьмой колыбели» (2007) — одна из последних работ Мурата Насырова. Песня записана при участии Российского Государственного симфонического оркестра кинематографии.
Альбом «Моя история» в 2014 году был включён журналом «Афиша» в список «30 лучших русских поп-альбомов».

### Смерть
Трагически погиб в возрасте 37 лет в ночь с 19 на 20 января 2007 года. Он упал с балкона своей московской квартиры на улице Вучетича, дом 15/1, расположенной на 5-м этаже, и разбился насмерть. Причины происшествия остались неизвестны. Журналисты писали об употреблении Насыровым наркотиков, но вскрытие тела, сделанное в Боткинской больнице, не выявило следов сильнодействующих веществ. По официальной версии, это было самоубийство в состоянии депрессии, и эту версию подтвердила дочь, которая была свидетелем произошедшего. В газетных статьях также рассматривалась версия о падении вследствие неосторожного выбора ракурса для фотографирования (по данным следствия, в момент падения в руках Насырова были фотоаппарат и собственный портрет. По информации СМИ, Насыров очень переживал смерть друга, который погиб в ДТП летом 2006 года, гитариста группы «А’Студио» Баглана Садвакасова (1968—2006).
22 января 2007 года похоронен на кладбище в Алма-Ате «Заря Востока», рядом с отцом.
7 сентября 2020 года после продолжительной болезни в возрасте 83 лет умерла его мать Хатира Ниязовна.

## Память
- Имя Мурата Насырова носит улица в Астане.

## Семья
Жена — Наталья Бойко (род. 1973), певица (псевдоним Селена); в 1999 году сочетались браком по уйгурской традиции, в ЗАГСе отношения не оформляли, хотя и планировали сделать это в марте 2007 года, о чём Насыров говорил незадолго до смерти. Дочь — Лия Насырова (род. 21.03.1996), сын — Аким Насыров (род. 23.10.2000).

## Награды
- 1991 — обладатель гран-при 6-го Всесоюзного телевизионного конкурса молодых исполнителей советской эстрадной песни «Ялта-91»
- Лауреат премии «Золотой граммофон» за песни:
  - 1997 — «Мальчик хочет в Тамбов»
  - 1998 — «Я — это ты, ты — это я»

## Дискография
Синглы
- 1995 — «Шаг…»
- 2006 — «Последняя зима»

Студийные альбомы
- 1997 — Кто-то простит
- 1998 — Моя история
- 2000 — Всё это было не со мной
- 2002 — Разбуди меня
- 2004 — Kaldim Yalguz — Остался один
- 2016 — 2006

Сборники
- 2000 — Золотая коллекция
- 2010 — Ремиксы

В соавторстве с Вадимом Байковым написал песню «Там, где рождается свет», которую исполнила Алсу.
Бэк-вокал
- 2000, рэпер «Шеff» — песня «Царица» (альбом «Имя Шеff»)
- 2003, рэпер «Шеff» — песня «Ночная Москва» (альбом «Мастер Слога Ломаного»)

Кавер-версии
- 2014 — Иракли и St1m — Я это ты
- 2021 — Марина Хлебникова и Паскаль — «Я — это ты» (есть студийная версия)
- 2022 — Ирина Салтыкова в сопровождении Хора Этери Бериашвили — «Кто-то простит» (с использованием оригинального вокала артиста). Прозвучала в живом исполнении в эфире третьего сезона шоу «Суперстар! Возвращение» на телеканале НТВ 20 ноября 2022 года.
- 2024 — Сергей Лазарев и Mia Boyka — Я это ты
- 2024 — Градусы — Я это ты (OST Молодёжка. Новая смена)

## Видео
- «Мальчик хочет в Тамбов» — 1997
- «Кто-то простит» — 1997
- «Лунные ночи» — 1997 (совместно с Алёной Апиной)
- «Я — это ты» — 1998
- «Моя история» — 1998
- «Южная ночь» — 1998
- «Isn’t Joke…It’s a Joy!» − 1999
- «Дай мне знать» − 2000
- «Ловила на губы» −2000
- «Девственница» — 2001
- «Ева» — 2002
- «Кусочки льда» — 2002
- «Обманула» — 2006
- «Moscow summer Nights» — 2006

## Фильмография
- 1998 — Военно-полевой романс (телефильм)
- 2009 — Сказки песка

## Вступительные песни к диснеевским мультсериалам
- 1993 — «Чёрный плащ»
- 1994 — «Утиные истории»[28]

## Документальные фильмы и телепередачи
- 2007 — Пусть говорят. Последний шаг Мурата Насырова
- 2007 — Битва экстрасенсов. (3 сезон 6 выпуск).
- 2007 — Коллекция. Последнее интервью Мурата Насырова. За день до гибели
- 2007 — Спецрасследование. Мурат Насыров. Две версии драмы
- 2007 — Чистосердечное признание. Мурат Насыров
- 2007 — Как уходили кумиры. Мурат Насыров
- 2008 — Тайные знаки. Мурат Насыров. Кто-то простит, кто-то поймёт…
- 2009 — Моя правда. Мурат Насыров
- 2011 — Как уходили кумиры. Мурат Насыров
- 2015 — Ещё вчера… Мурат Насыров
- 2017 — Наша правда. 10 лет без Мурата
- 2022 — Новые русские сенсации: Кто убил звезду?